# Deutscher Fernsehpreis / Beste Informationssendung: Beste Wissenssendung
Dieser Artikel listet die Nominierungen und den Gewinner des Deutschen Fernsehpreises in den Kategorien Beste Informationssendung: Beste Wissenssendung auf. Die Gewinner des Deutschen Fernsehpreises werden in einer geheimen Abstimmung durch eine unabhängige Jury ermittelt.

## Geschichte
Die Kategorie Beste Informationssendung: Beste Wissenssendung wurde bisher lediglich 2008 verliehen.

## Gewinner und Nominierte
Nach der Angabe der nominierten Informationssendung: Beste Wissenssendung folgt in Klammern der dazugehörige bzw. die dazugehörigen Fernsehsender, der/die an der Informationssendung: Beste Wissenssendung bzw. mitwirkte/mitwirkten. Die Gewinner stehen hervorgehoben in fetter Schrift an erster Stelle.
| Jahr | Preisträger | Sender | Nominierung                              |
| ---- | --- | ------ | ---------------------------------------- |
| 2008 | neues - Yve Fehring - Leonhard Boehner - Ralph Benz - Wolfgang Danner - Winfried Laasch - Stefanie Keppler - Andreas Garbe - Christian Thielmann | 3sat   | Quarks & Co (WDR) Welt der Wunder (RTL2) |